# エル・シド (映画)
『エル・シド』（原題：El Cid）は、1961年制作のイタリア・アメリカ合衆国合作の歴史映画。アンソニー・マン監督。チャールトン・ヘストン、ソフィア・ローレン出演。
11世紀後半のレコンキスタで活躍したカスティーリャ王国の貴族エル・シドことロドリーゴ・ディアス・デ・ビバール（Rodrigo Díaz de Vivar）の生涯を描いた作品。

## ストーリー
物語は1080年から始まる。史実ではその時点でフェルナンド王は既に死んでいる（1065年没）が存命中として描かれている。
カスティーリャ王国の若き武将ロドリゴは、イベリア半島に攻め込んで来たムーア人との戦の末に捕らえた敵軍の首長ムータミンとカディアを、捕虜として王に引き渡すことなく、生かして逃がす。これに恩を感じたムータミンはロドリゴに「エル・シド」の尊称を贈るとともに友情を誓う。しかし、捕虜を逃がしたためにロドリゴは反逆者と見なされ、彼と深く愛し合う婚約者シメンの父で最高戦士であるゴルマス伯爵は、ロドリゴの父ドン・ディエゴを公の場で激しく侮辱する。これに怒ったロドリゴはゴルマス伯爵に謝罪を求めるが、頑なに拒否される。その結果、2人は決闘することになり、激しい闘いの末にゴルマス伯爵が死ぬと、息を引き取る父に復讐を頼まれた娘シメンはロドリゴを激しく憎むようになる。反逆者の汚名が消えないままのロドリゴは、アラゴン王国からカスティーリャ王国に挑まれたカラオラの地を賭けた最高戦士同士の一騎討ちに志願する。苦戦の末、アラゴンの最高戦士ドン・マルティンを辛くも倒したロドリゴは汚名を返上し、名実ともにカスティーリャ王国の最高戦士となる。その後も王国の英雄として戦功をあげ、その褒美としてシメンとの結婚を認められるが、シメンのロドリゴへの憎しみは消えず、シメンを愛するオルドニェス伯爵を使ってロドリゴを殺そうとまでする。ロドリゴはそれらの全てを知りつつもシメンを愛する気持ちが変わることはなく、全てを受け入れてシメンと結婚する。
しばらくしてフェルナンド王が死ぬと、第2王子アルフォンソが姉ウラカ王女と結託し、兄であるサンチョ王を暗殺して即位すると、暗殺の事情に気付いているロドリゴを追放する。これをきっかけにシメンはロドリゴを愛している自分の気持ちに気付き、全てを捨ててロドリゴに付いて行く。ようやく真の夫婦となり、穏やかに過ごしていた2人の前に、ロドリゴを敬愛する忠実な部下ファニェスらが現れ、ロドリゴに「エル・シド」としてスペインのために戦うよう強く請い願う。シメンはロドリゴを引き止めるが、ロドリゴは自らの意思で戦うことを決めると、シメンを僧院に預けて旅立つ。ここで前編が終了する。
後編は、数年後にロドリゴが勇将として復活し、アルフォンソ王に呼び出されるところから始まる。ここではアルフォンソ王と和解せぬまま決別し、ロドリゴは王の方針に反して独自にムーア人の首長であるムータミンらと手を組み、バレンシアを攻略する。周囲がバレンシア王となることを勧める中、ロドリゴはバレンシアの王冠をアルフォンソ王に送り届け、王への変わらぬ忠誠を誓う。ところが、攻め込んで来たムーア人の王ベン・ユサフとの戦のさなかにロドリゴは無念の死を遂げてしまう。それでも、ロドリゴの遺言に従い、彼の遺体を馬上に据えて味方の先頭に立たせることで、敵を威嚇すると同時に味方の士気を高めることに成功、ロドリゴらの軍は敵を一掃し、これによりロドリゴの存在は「エル・シド」として伝説となる。

## 登場人物
- ロドリゴ（エル・シド） - チャールトン・ヘストン：カスティーリャ王国の貴族で武将。
- シメン（英語版） - ソフィア・ローレン：ロドリゴの許嫁。
- ベン・ユサフ（英語版） - ハーバート・ロム：ムーア人の王。スペインに攻め込む。
- オルドニェス伯爵（英語版） - ラフ・ヴァローネ：ロドリゴのライバル。シメンを愛する。
- ウラカ王女（英語版） - ジュヌヴィエーヴ・パージュ：ロドリゴに想いを寄せる。弟アルフォンソを溺愛。
- アルフォンソ王子 - ジョン・フレイザー：カスティーリャ王国の第2王子。
- サンチョ王子 - ゲイリー・レイモンド：カスティーリャ王国の第1王子。
- アリアス - ハード・ハットフィールド：カラオラの地を賭けた一騎討ちの審判。
- ファニェス - マッシモ・セラート：ロドリゴの忠実な部下。
- アル・カディア - フランク・スリング：バレンシア王（首長）。ロドリゴに命を救われるがユサフに従う。
- ドン・ディエゴ - マイケル・ホーダーン：ロドリゴの父。元最高戦士。
- ゴルマス伯爵（スペイン語版） - アンドリュー・クルークシャンク：シメンの父。最高戦士。
- アル・ムータミン（英語版） - ダグラス・ウィルマー：サラゴサ王（首長）。ロドリゴに命を救われた恩から味方に。
- 神父 - トゥリオ・カルミナティ（英語版）：王国に帰還する途中のロドリゴと出会う。
- フェルナンド王 - ラルフ・トルーマン：カスティーリャ王およびレオン王。
- ドン・マルティン - クリストファー・ローデス（英語版）：アラゴン王国の最高戦士。
- ベルムデス - カルロ・ジュスティーニ（英語版）：ロドリゴの部下。
- ラミロ王 - ジェラール・ティシー：アラゴン王。
- ドルフォス - ファウスト・トッツィ（英語版）：サンチョ暗殺の実行犯。事情を察したロドリゴに殺される。

## キャスト
| 役名             | 俳優                           | 日本語吹替   | 日本語吹替   |
| 役名             | 俳優                           | フジテレビ版 | テレビ東京版 |
| ---------------- | ------------------------------ | ------------ | ------------ |
| エル・シド       | チャールトン・ヘストン         | 納谷悟朗     | 納谷悟朗     |
| シメン           | ソフィア・ローレン             | 今井和子     | 此島愛子     |
| オルドニェス伯爵 | ラフ・ヴァローネ               | 小林清志     | 渡部猛       |
| ウラカ王女       | ジュヌヴィエーヴ・パージュ     | 武藤礼子     | 谷育子       |
| アルフォンソ王子 | ジョン・フレイザー             | 内海賢二     | 津嘉山正種   |
| サンチョ王子     | ゲイリー・レイモンド           | 仲村秀生     | 仲村秀生     |
| アリアス         | ハード・ハートフィールド       | 仲木隆司     |              |
| ファニェス       | マッシモ・セラート             | 島宇志夫     | 大久保正信   |
| カーディル       | フランク・スリング             |              |              |
| ドン・ディエゴ   | マイケル・ホーダーン           |              | 清川元夢     |
| ゴルマス伯爵     | アンドリュー・クルークシャンク |              | 穂積隆信     |
| ムータミン       | ダグラス・ウィルマー           | 宮田光       | 家弓家正     |
| 司祭             | トゥリオ・カルミナティ         |              |              |
| フェルナンド王   | ラルフ・トルーマン             |              | 大久保正信   |
| マーティン       | クリストファー・ローズ         |              |              |
| ベルムデス       | カルロ・ジュスティーニ         |              |              |
| ラミレス王       | ジェラール・ティシー           |              |              |
| ドルフォス       | ファウスト・トッツィ           |              |              |
| 修道院長         | バーバラ・エベレスト           |              |              |
| 修道女           | ノーブル・チェーン             |              |              |
| 兵士             | ネリオ・ベルナルディ           |              |              |
| 兵士             | フランコ・ファンタシア         |              |              |
| ベン・ユサフ     | ハーバート・ロム               |              | 今西正男     |
| ナレーション     | N/A                            | 小林清志     | 家弓家正     |

- フジテレビ版 - 初回放送1972年3月3日、10日『ゴールデン洋画劇場』21:00-22:56 ※前後編に分けての放送
  - 再放送1973年12月21、28日・1978年1月21日、28日他
- テレビ東京版 - 初回放送1981年10月8日『木曜洋画劇場』20:00-22:48
  - その他吹替：上田敏也、加藤正之、日高晤郎、石森達幸、有本欽隆

※ハピネットから2023年3月3日に発売の「吹替シネマ2023」シリーズ第1弾『エル・シド-日本語吹替音声収録HDリマスター版-』にはテレビ東京版の日本語吹替を収録。一部音源の無い部分はオリジナル音声・日本語字幕となる。

## スタッフ
- 監督：アンソニー・マン
- 製作：サミュエル・ブロンストン、アンソニー・マン
- 原作：フレドリック・M・フランク
- 脚本：フレドリック・M・フランク、フィリップ・ヨーダン
- 撮影：ロバート・クラスカー
- 作詞：ポール・フランシス・ウェブスター
- 音楽：ミクロス・ローザ

日本語版
| -    | フジテレビ版             | テレビ東京版           |
| ---- | ------------------------ | ---------------------- |
| 演出 |                          | 春日正伸               |
| 翻訳 |                          | 大野隆一               |
| 録音 |                          | 新坂スタジオ           |
| 効果 |                          | PAGプロデュース        |
| 選曲 |                          | 赤塚不二夫             |
| 制作 | オムニバスプロモーション | ザック・プロモーション |

## その他
音声について。劇場公開時は4.0chサラウンドで公開され海外盤DVDでもオリジナル音声が収録されていたが、旧Blu-rayで2.0chステレオとなった際に何らかの手違いで一部音声が欠落した状態で収録されていた。権利元も音源を所有していなかったため2023年に発売されるBlu-rayでは海外盤DVDからオリジナル音声を抽出しHDマスターにシンクロさせる形で4.0chサラウンド音声がBlu-rayに初収録された。